# Кунинкперт
Кунинкперт (Cunincpert; † 700, погребан в църквата „Св. Салваторе“ в Павия) е крал на лангобардите от 688 до 700 г.

## Живот
Кунинкперт е от баварската династия Агилолфинги. Той е син и наследник на Роделинда и на крал Перктарит, който още през 679 или 680 г. го провъзгласява за сърегент в Милано и за съкрал.
След смъртта на Перктарит узурпаторът херцог Алахис от Тренто вдига въстание срещу него, преди всичко в областта на Херцогство Фриули през 679 г. Въстаниците в началото имат успех и превземат Павия. Кунинкперт бяга на остров Комавина в езерото Комо. През 688 г. той ги побеждава в кървава битка при Коронате на река Ада. След това се стреми да сложи край на Трикапитолинската схизма, от десетилетия разклащаща италианската църква. През 698 г. на Помирителния синод в Павия той обединява италианските епископи по въпросите на Христологията.
Кунинкперт се жени през 688 г. за англосансконката Хермелинда, от която има син Лиутперт. Има връзка и с русокосата Теодота от много благороднически римски род.
Лиутперт става негов наследник през 700 г. и понеже е малолетен, баща му определя Анспранд за негов регент. Понеже и други Агилолфингери-претенденти се надигат за властта, се стига до многогодишна гражданска война.